# Robert P. Murphy
Robert Patrick Murphy (n. 23 mai 1976, New York City, New York, SUA) este un economist american. Murphy este lector la Free Market Institute din cadrul Universitatea Texas Tech⁠(d). Este asociat cu Laffer Associates, Institutul de Cercetare din Pacific⁠(d), Institutul pentru Cercetare Energetică⁠(d) (IER), Institutul Independent⁠(d), Institutul Ludwig von Mises și Institutul Fraser⁠(d).

## Biografie
Murphy a obținut o licență în economie de la Hillsdale College⁠(d) în 1998 și un doctorat în economie în cadrul Universității din New York în 2003.
Murphy este lector universitar la Free Market Institute la Universitatea Texas Tech. A fost lector invitat la Hillsdale College și cercetătotr invitat la Universitatea din New York. Acesta a fost afiliat cu Laffer Associates, Institutul de Cercetare din Pacific, Institutul pentru Cercetare Energetică (IER) în calitate de economist însărcinat cu problema schimbările climatice, Institutul Independent, Institutul Ludwig von Mises și Institutul Fraser din Canada.  Este președintele Consulting By RPM. În septembrie 2021, Murphy a ocupat locul 11 pe lista celor mai influenți economiști alcătuită de Academic Influence.
Murphy a redactat lucrări precum Choice: Cooperation, Enterprise, and Human Action (Independent Institute, 2015), Primal Prescription cu Doug McGuff și Lessons for the Young Economist (Institutul Mises, 2010). De asemenea, a scris introduceri în teoriile lui Ludwig von Mises și Murray Rothbard. Murphy este autorul cărții The Politically Incorrect Guide to Capitalism⁠(d) (2007).
Mai mult, Murphy a scris articole pentru The Washington Times, Forbes și Barron's Magazine. Scrierile sale au fost publicate în The American Journal of Economics and Sociology⁠(d), The Review of Austrian Economics⁠(d), Quarterly Journal of Austrian Economics⁠(d)  și Journal of Private Enterprise⁠(d). A scris pentru The Freeman⁠(d), The American Conservative⁠(d), LewRockwell.com  Townhall.com⁠(d) și Antiwar.com⁠(d).

## Opere
- Chaos Theory (2002) – Două eseuri despre anarho-capitalism
- The Politically Incorrect Guide to Capitalism (2007) – publicat de Regnery Publishing. ISBN 978-1596985049 OCLC 79860752
- The Politically Incorrect Guide to the Great Depression and the New Deal (2009). ISBN 978-1596980969 OCLC 315239348
- How Privatized Banking Really Works – Integrating Austrian Economics with the Infinite Banking Concept (2010) co-written with L. Carlos Lara. ISBN 978-0615326825
- Lessons for the Young Economist (2010) –  ISBN 978-1933550886 OCLC 681711737
- Economic Principles for Prosperity (2014). Fraser Institute. Co-autor alături de Jason Clemens, Milagros Palacios și Niels Velduis.
- The Primal Prescription (2015) – Co-autor cu Dough McGuff, MD. Autori analizează sistemul medical american din punct de vedere economic și medical
- Choice: Cooperation, Enterprise, and Human Action (July 1, 2015) – A concise retelling of the magnum opus of Ludwig Von Mises, Human Action.
- Murphy, Robert P. (2018). Contra Krugman: Smashing the Errors of America's Most Famous Keynesian. Paul, Ron (introducere); Woods, Thomas E. (prefață). ISBN 978-1722331795.